# Gestreepte linsang
De Gestreepte linsang (Prionodon linsang) is een roofdier uit de familie van de Aziatische linsangs (Prionodontidae).

## Kenmerken
Ze hebben een lichaamslengte van 40 cm en een staart van 34 cm, ze wegen ongeveer 1-2 kg. Over de voortplanting is weinig bekend.

## Verspreiding
Deze soort komt voor in Zuidoost-Azië.